# Bahnstrecke Rybniště–Varnsdorf
| Kursbuchstrecke (SŽ): | 085                  |                                                     |                                                     |
| Streckenlänge: | 11,249 km            |                                                     |                                                     |
| Spurweite: | 1435 mm (Normalspur) |                                                     |                                                     |
| Streckenklasse: | C4                   |                                                     |                                                     |
| Maximale Neigung: | 15 ‰                 |                                                     |                                                     |
| Streckengeschwindigkeit: | 70 km/h              |                                                     |                                                     |
| |                      |                                                     |                                                     |
| \| \| \| von Bakov nad Jizerou (vorm. BNB) \| \| \| \| 0,208 \| Rybniště früher Kreibitz-Teichstatt \| 465 m \| \| \| \| nach Ebersbach (Sachs) (vorm. BNB) \| \| \| \| \| Horní Podluží früher Obergrund \| 435 m \| \| \| 5,027 \| Jiřetín pod Jedlovou früher Grund-St. Georgenthal \| 410 m \| \| \| 8,290 \| Dolní Podluží früher Niedergrund (b Warnsdorf) \| 370 m \| \| \| \| von Eibau (vorm. K. Sächs. Sts. E. B.) \| \| \| \| 11,047 \| Varnsdorf früher Warnsdorf \| 340 m \| \| \| 11,457 \| Staatsgrenze Tschechien–Deutschland \| Staatsgrenze Tschechien–Deutschland \| \| \| \| nach Mittelherwigsdorf (vorm. K. Sächs. Sts. E. B.) \| \| |                      |                                                     |                                                     |
| Strecke |                      | von Bakov nad Jizerou (vorm. BNB)                   | von Bakov nad Jizerou (vorm. BNB)                   |
| Bahnhof | 0,208                | Rybniště früher Kreibitz-Teichstatt                 | 465 m                                               |
| Abzweig geradeaus und nach links |                      | nach Ebersbach (Sachs) (vorm. BNB)                  | nach Ebersbach (Sachs) (vorm. BNB)                  |
| Haltepunkt / Haltestelle |                      | Horní Podluží früher Obergrund                      | 435 m                                               |
| Haltepunkt / Haltestelle | 5,027                | Jiřetín pod Jedlovou früher Grund-St. Georgenthal   | 410 m                                               |
| Bahnhof | 8,290                | Dolní Podluží früher Niedergrund (b Warnsdorf)      | 370 m                                               |
| Abzweig geradeaus und von links |                      | von Eibau (vorm. K. Sächs. Sts. E. B.)              | von Eibau (vorm. K. Sächs. Sts. E. B.)              |
| Bahnhof | 11,047               | Varnsdorf früher Warnsdorf                          | 340 m                                               |
| Grenze | 11,457               | Staatsgrenze Tschechien–Deutschland                 | Staatsgrenze Tschechien–Deutschland                 |
| Strecke |                      | nach Mittelherwigsdorf (vorm. K. Sächs. Sts. E. B.) | nach Mittelherwigsdorf (vorm. K. Sächs. Sts. E. B.) |

Die Bahnstrecke Rybniště–Varnsdorf ist eine Eisenbahnverbindung in Tschechien, die ursprünglich von der k.k. priv. Böhmischen Nordbahn (BNB) als Teil der Strecke Bodenbach–Warnsdorf errichtet und betrieben wurde. Sie zweigt in Rybniště (Teichstatt) von der Bahnstrecke Bakov nad Jizerou–Ebersbach (Sachs) ab und führt im Böhmischen Niederland durch das Grundtal der Lausur nach Varnsdorf (Warnsdorf).
Die Strecke Rybniště–Varnsdorf ist im Eisenbahnnetz der Tschechischen Republik als regionale Bahn („regionální dráha“) klassifiziert.

## Geschichte

### Vorgeschichte und Bau
Am 6. Oktober 1865 wurde per Reichsgesetzblatt die Konzession zum Baue und Betriebe einer Locomotiveisenbahn mit der Benennung „Böhmische Nordbahn“ erteilt. Zusammen mit der Hauptverbindung von Bakow über Böhmisch Leipa nach Rumburg waren auch die Strecken von Bodenbach nach Warnsdorf bzw. Böhmisch Leipa genehmigt worden. Während die Strecke Bakow–Böhmisch Leipa bis 1867 fertiggestellt wurde, verzögerte sich der Bau der Verbindungen Bodenbach–Warnsdorf und Böhmisch Leipa–Rumburg wegen des Deutschen Krieges allerdings um mehrere Jahre.
Erst nach dem Krieg konnten die Arbeiten als Notstandsarbeit wieder aufgenommen werden. Im Lausitzer Gebirge war die Anlage mehrerer tiefer Einschnitte notwendig. Der Bau von Tunneln und größeren Brücken konnte allerdings durch eine geschickte Trassierung entlang der Bergflanken vermieden werden. Zwischen Tannenberg und Kreibitz-Teichstatt erhielt die Verbindung Bodenbach–Warnsdorf eine gemeinsame Trasse mit der gleichzeitig erbauten Verbindung Böhmisch Leipa–Rumburk. Auf die Anlage eines zweiten Gleises wurde dort allerdings verzichtet.
Eröffnet wurde die Strecke am 16. Januar 1869.

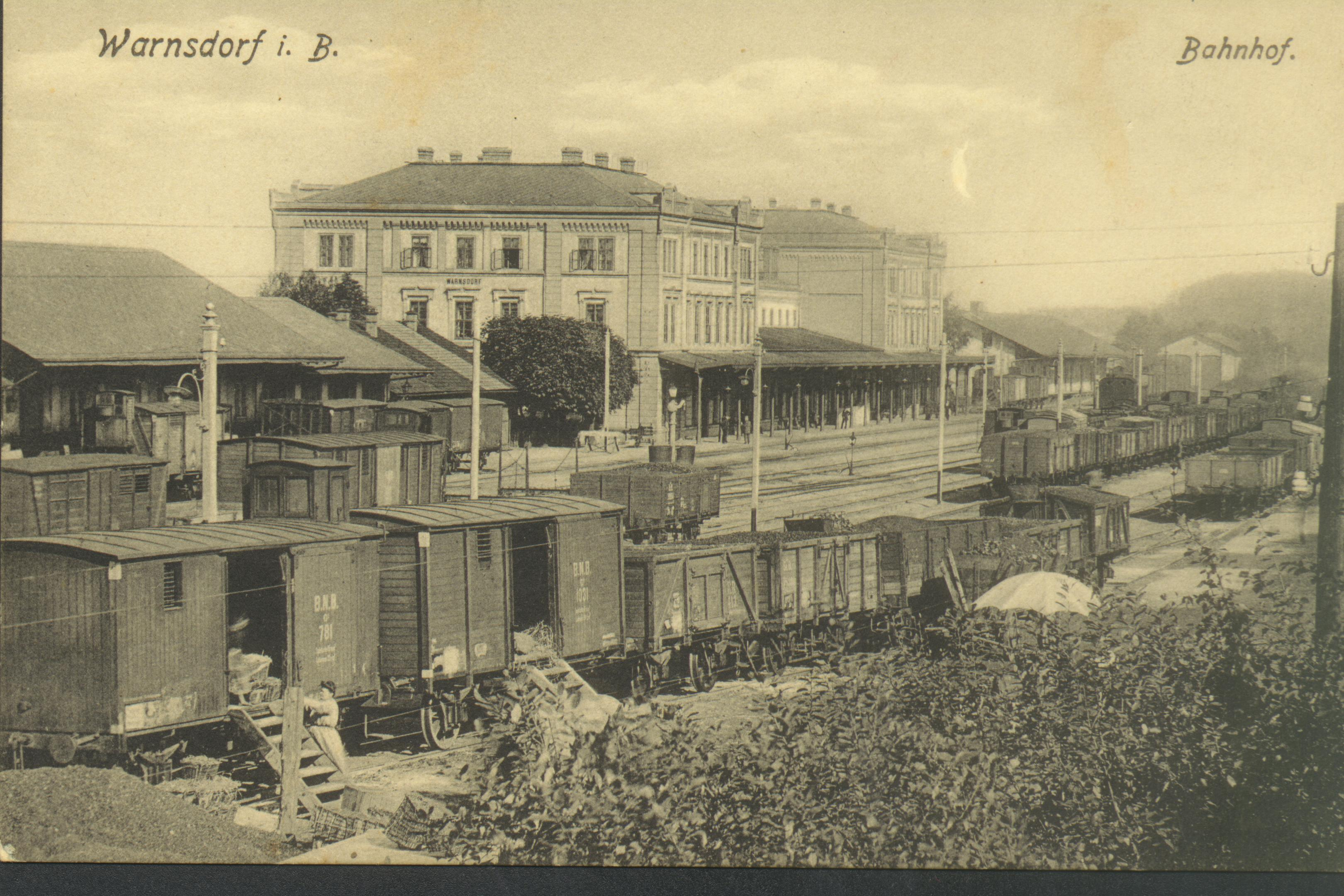
Bahnhof Varnsdorf (um 1900)

### Böhmische Nordbahn
1871 stellten die Kgl. Sächsischen Staatseisenbahnen die Fortsetzung der Strecke bis Zittau fertig. Damit bestand mit einem Umweg über sächsische Strecken nunmehr ein durchgehender Schienenweg im Norden Böhmens von Eger bis Reichenberg.

### Nach der Verstaatlichung
Nach der Verstaatlichung der BNB ging die Strecke am 1. Januar 1908 an die k.k. österreichischen Staatsbahnen kkStB über. Nach dem Ersten Weltkrieg traten an deren Stelle die neu gegründeten Tschechoslowakischen Staatsbahnen ČSD.
Nach der Angliederung des Sudetenlandes an Deutschland im Herbst 1938 kam die Strecke zur Deutschen Reichsbahn, Reichsbahndirektion Dresden. Im Reichskursbuch im Sommer 1939 war die Verbindung als KBS 136c Bodenbach–Warnsdorf enthalten. Nach dem Ende des Zweiten Weltkriegs kam die Strecke wieder zu den ČSD.

### Nach dem Zweiten Weltkrieg
Am 1. Januar 1993 ging die Strecke im Zuge der Auflösung der Tschechoslowakei an die neu gegründeten České dráhy (ČD) über. Seit 2003 gehört sie zum Netz des staatlichen Infrastrukturbetreibers Správa železniční dopravní cesty (SŽDC).

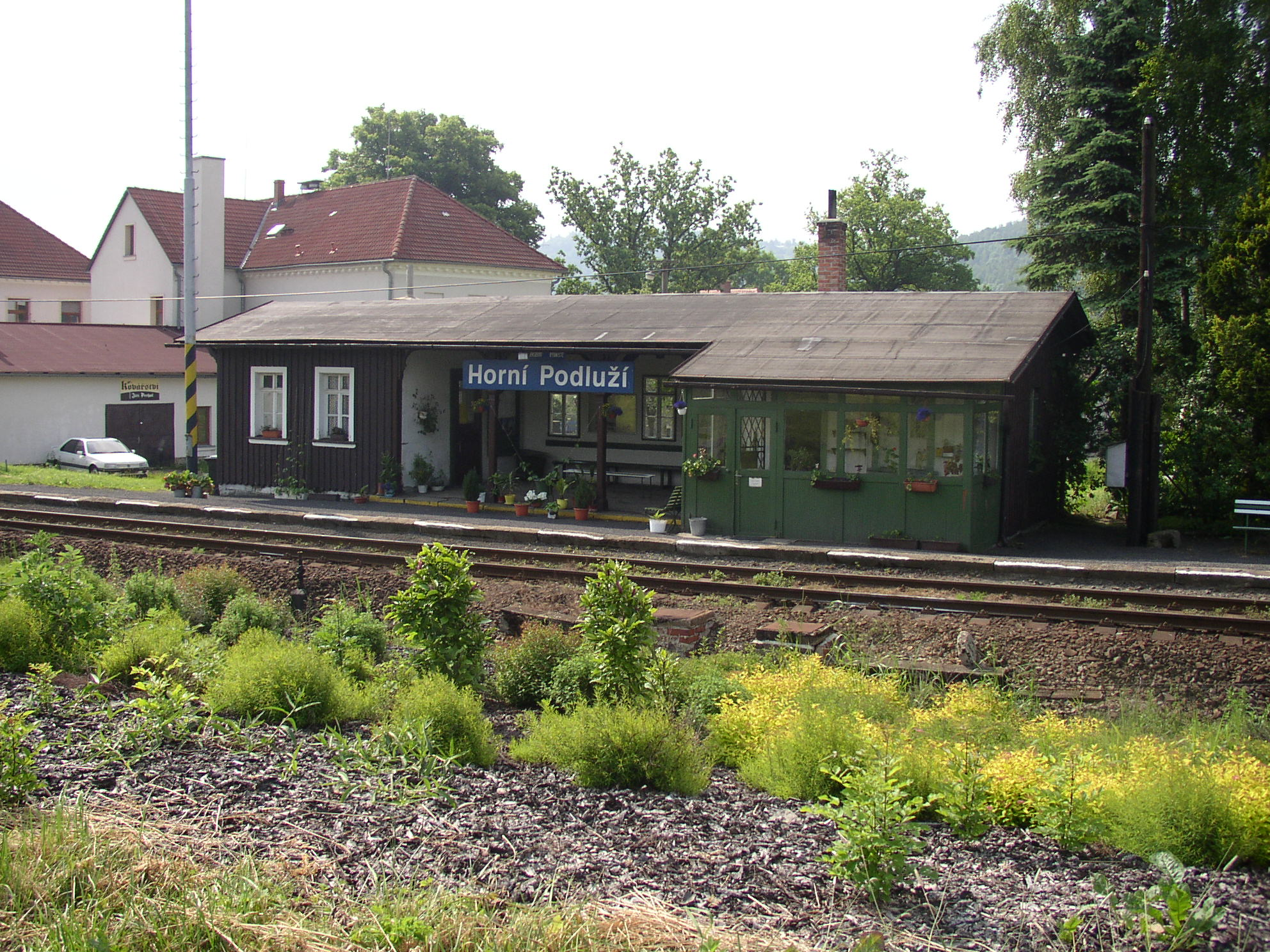
Haltestelle Horní Podluží (2010)

Bis 2003 verkehrten über die Strecke auch Fernverkehrszüge. Über Jahrzehnte gab es einen durchgehenden Schnellzug von Plzeň über Děčín–Varnsdorf–Zittau nach Liberec. Seitdem wurde die Strecke nur noch von den Nahverkehrszügen in der Relation Rybniště–Varnsdorf–Liberec in einem fast durchgängigen Stundentakt bedient. Die früher teilweise übliche Durchbindung der Züge bis Liberec bestand nicht mehr.
Seit dem 12. Dezember 2010 bediente die Vogtlandbahn (seit 2016: Die Länderbahn) unter dem Markennamen „Trilex“ die Strecke Varnsdorf–Rybniště im Zweistundentakt. Sie gewann eine erstmals durchgeführte deutsch-tschechische Ausschreibung von drei ÖPNV-Aufgabenträgern im Februar 2009.
Alle Züge verkehrten als Linie L7 von und nach Varnsdorf bzw. weiter bis ins sächsische Zittau und teilweise bis nach Liberec.
Seit dem Fahrplanwechsel am 13. Dezember 2020 werden die Leistungen im Schienenpersonennahverkehr wieder durch das staatliche Eisenbahnverkehrsunternehmen České dráhy (ČD) erbracht, gleichzeitig wird die Durchbindung nach und von Liberec aufgegeben. Die Linie wird im System Regiotakt Ústecký kraj als U9 geführt. Als Neuerung verkehrt an den Wochenenden des Sommerhalbjahres ein Ausflugszug von Liberec nach Mikulášovice dolní nádraží und zurück.

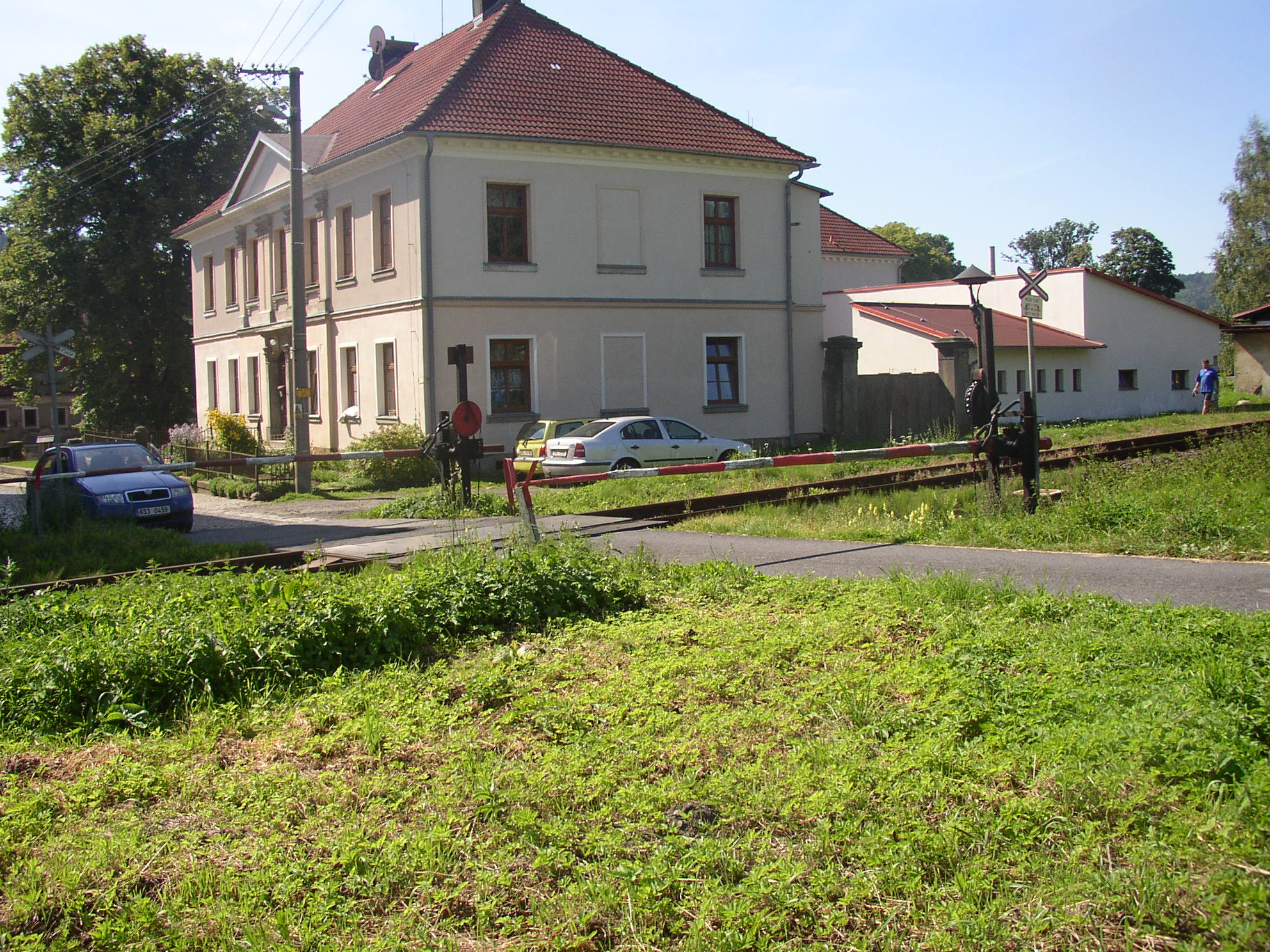
Schrankenanlage altösterreichischer Bauart in Horní Podluží (2011)

Von 2020 bis 2021 sind die Bahnhofsgebäude in Horní Podluží und Dolní Podluží abgerissen worden. Im Jahr 2020 sind alle Sicherungsanlagen an Bahnübergängen erneuert worden. Ersetzt wurden zahlreiche mechanische Schrankenanlagen mit Vorläutewerk ohne Blinklicht (Vorläuteapparat Kleeblatt) und nicht technisch gesicherte Übergänge gegen Haltlichtanlagen – auch auf Zufahrten zu Privatgrundstücken. Erneuert wurden auch ältere Haltlichtanlagen gegen neue, damit ein einheitlicher technischer Stand auf dieser Strecke vorliegt. Am Bahnübergang mit der Fernverkehrsstraße 9 ist die alte Haltlichtanlage gegen eine neue mit Schranke ersetzt worden. Damit sind auf der Strecke keine Schrankenwärter mehr tätig.
Die staatliche Infrastrukturverwaltung Správa železnic investierte zwischen 2018 und 2022 in die Erneuerung von Gleisen und Anlagen insgesamt 372 Millionen Kronen. Seitdem ist eine durchgehende Streckengeschwindigkeit von 70 km/h realisiert. 2023 teilte der Ústecký kraj als Besteller der öffentlichen Personennahverkehrsleistungen unbeachtet der vorangegangenen Investitionen mit, mit dem anstehenden Verkehrsvertrag nur noch drei Verbindungen je Fahrtrichtung auf dieser Strecke zu bestellen. Trotzdem hat sich die Infrastrukturverwaltung zu weiteren Investitionen in Höhe von 15 Millionen Kronen entschieden, es sollen noch zwei neue Bahnübergänge von Straßen 2. Klasse mit Schranken nachgerüstet und ein weiterer Bahnübergang modernisiert werden.

## Fahrzeugeinsatz

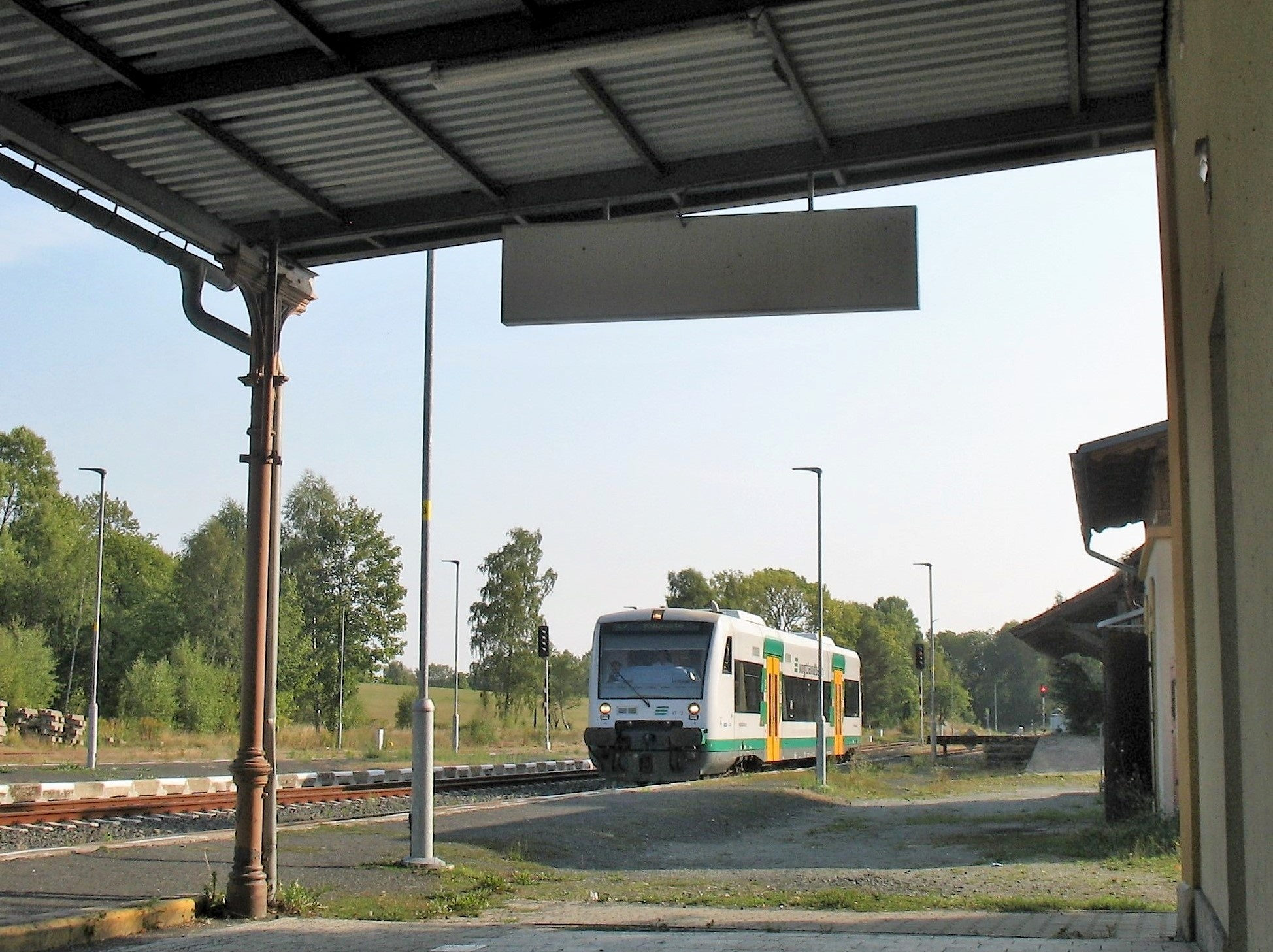
Stadler Regio-Shuttle RS1 der Länderbahn CZ (Rybniště, 2018)

In den 1970er und 1980er Jahren wurden zwischen Varnsdorf und Děčín Triebwagen der ČSD-Baureihe M 262.0, sowie Diesellokomotiven der ČSD-Baureihe T 478.3 eingesetzt. Mit Bestandszunahme der Triebwagen M 152.0 (später Baureihe 810) und deren Beiwagen kamen diese vermehrt zum Einsatz.
Die Vogtlandbahn / Länderbahn setzte von 2010 bis 2020 Dieseltriebwagen des Typs Siemens Desiro Classic, RegioSprinter und Stadler Regio-Shuttle RS1 ein. Seit 2020 werden die meisten Reisezüge wieder mit Triebwagen der Baureihe 810 der ČD gefahren.